# 臺灣行啟

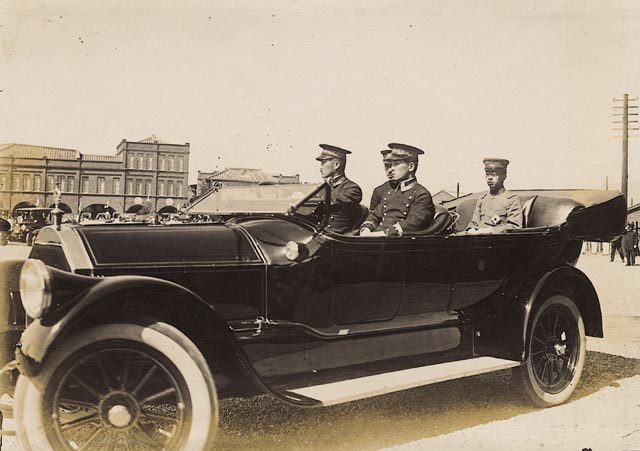
於台南行啓的裕仁親王

臺灣行啟（日语：／ Taiwan gyoukei）是大正十二年（1923年）4月，台灣日治時期時攝政宮皇太子裕仁親王（後為昭和天皇）造訪臺灣的行啓活動，又稱東宮行啟。

## 背景

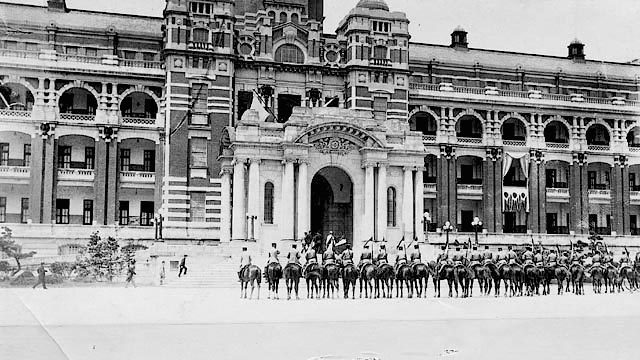
抵達臺灣總督府的攝政皇太子與迎接的騎兵隊（1923年4月）

第一次世界大戰期（1914年～1918年）、美國總統威爾遜提倡民族自決主義，在戰爭結束後有不少殖民地陸續獨立。民族自決、民主主義的風潮也傳遞到日本的統治地區，其中「臺灣議會設置請願運動」遂在此時開始進行訴求自治的行動。而日本國內則受到「大正民主」的推廣，以及朝鮮三一運動打破了軍部主導的「特別統治」其實是「憲兵政治」的問題。
為此朝鮮總督府、臺灣總督府相繼改革官制，總督的武官専任限制也被去除。日本首相原敬開啟了「內地延長主義」的政策，積極推動基於和日本本土相同的制度適用於海外殖民的日治台灣。
首先於大正八年（1919年）10月29日，派遣首位文官總督田健治郎就任臺灣總督。田健總督高舉「內台融合」、「一視同仁」等方針，並基於此點實施政策。次年，地方制度改革，設置了州、市、街、庄的官選議會。大正十年（1921年）2月，設置臺灣總督府評議會。次年1月，將「三一法」改為「法三號」，使日本法律原則得以適用於台灣。
其他還有公佈台灣人官吏特別任用令、允許台灣人與內地人共學、承認台灣人與日本人通婚（內台共婚）等措施。總督府運用「內地延長主義」完成對台灣統治體制進行多項改革，因而得以實現臺灣行啟。

## 概況

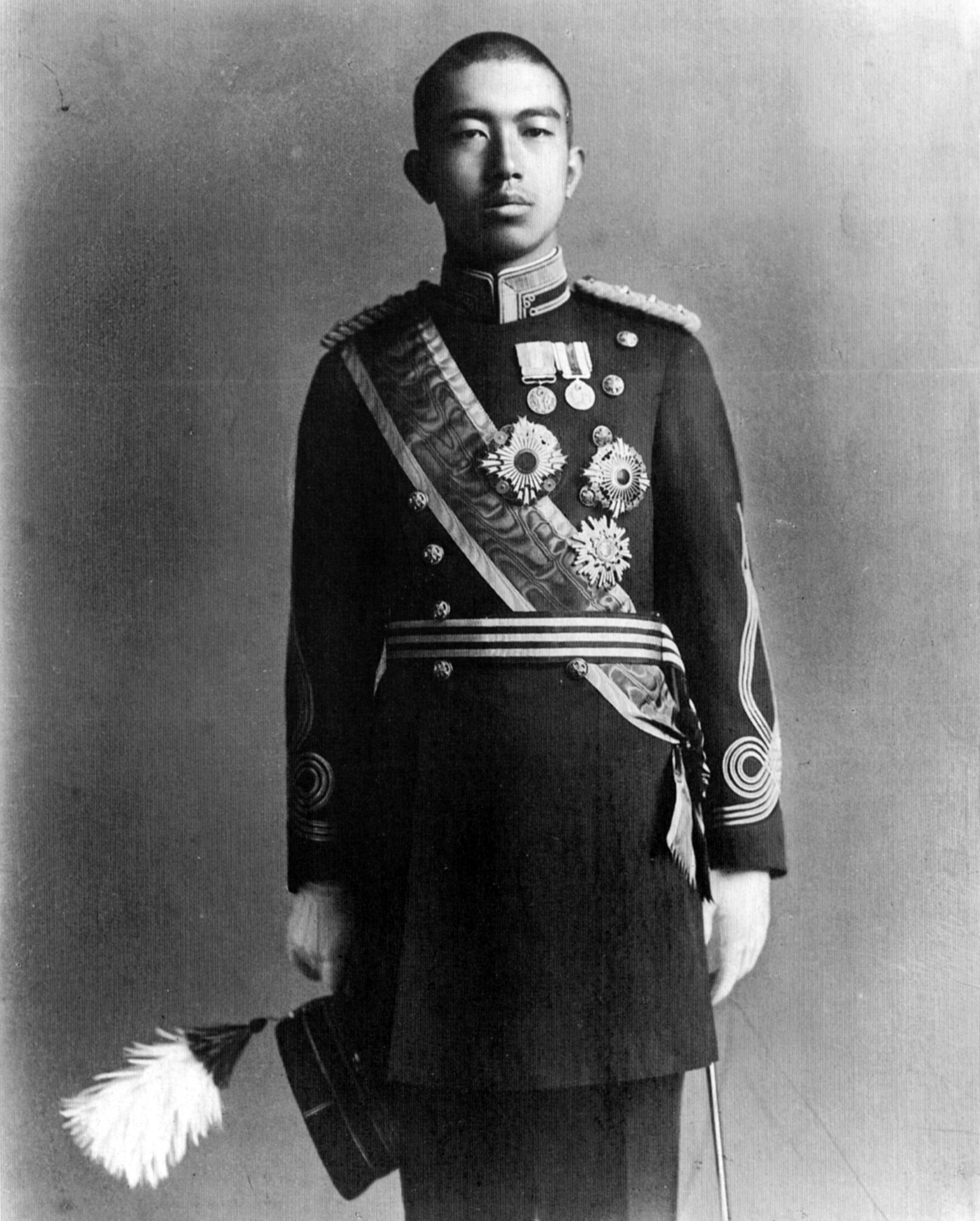
攝政宮時期的裕仁親王

1923年4月16日，日本皇太子裕仁應時任臺灣總督田健治郎的邀請，搭乘軍艦「金剛」到臺灣訪問12天，以臺灣總督府特造的台鐵花車作為長程陸路的交通工具，行程包括經由敕使街道到臺灣神社參拜，並遍及基隆、臺北、新竹、臺中、臺南、高雄、屏東、澎湖等地。
臺灣總督府官員對於皇太子裕仁的訪臺行程嚴陣以待，在臺灣各地建立了歡迎牌樓以及豪華行館，裕仁到訪過的行館包括台北御泊所、台中御泊所、台南御泊所、高雄御泊所、草山御休所、北投御休所等，還有裕仁未能到訪的金瓜石太子賓館、角板山貴賓館、阿里山貴賓館等，而這些行館也曾接待過其他皇室貴賓。
由於行前發生北白川宮成久王在巴黎的交通事故，因此最後的行程有所縮短。例如：原先在嘉義市遊覽製材工場行程，即改為在車內接受民眾歡迎，隨即通過。而皇太子裕仁遊訪臺灣除了巡視殖民成果，亦達到權力教化的意涵。有關皇太子裕仁行啟的相關寫真總共有九本，分別是《皇太子殿下台灣行啟記念寫真帖》、《東宮殿下行啟實記》、《皇太子殿下台灣行啟寫真帖》、《皇太子殿下奉迎記念寫真帖（臺東廳）》、《皇太子殿下奉迎記念寫真帖（花蓮港廳）》、《行啟記念寫真帖》、《皇太子殿下行啟記念帖》、《高雄州行啟記念寫真帖》。
當時台灣總督田健治郎在台北御泊所安排了台灣料理的宴席招待裕仁，由總督府從當時名滿台灣的餐廳「江山樓」與「東薈芳」中指定了以吳江山為首的八位廚師共同負責。在正式宴席的一周前，這八位廚師必須隔離並齋戒沐浴。1923年4月24日，台灣料理宴席共分為上半席、鹹點、下半席，上半席計有雪白官燕、金錢火雞、水晶鴿蛋、紅燒火翅、八寶焗蟳、雪白木耳；鹹點為炸春餅；下半席計有紅燒水魚、海參竹茹、如意𩸭魚、火腿冬瓜、八寶飯、杏仁茶。根據4月27日《台灣日日新報》（漢文版）之報導，裕仁尤愛八寶飯，一共吃了8份。在此行的一個半月之後，裕仁曾提及台灣特產的木瓜非常美味。

## 隨員等

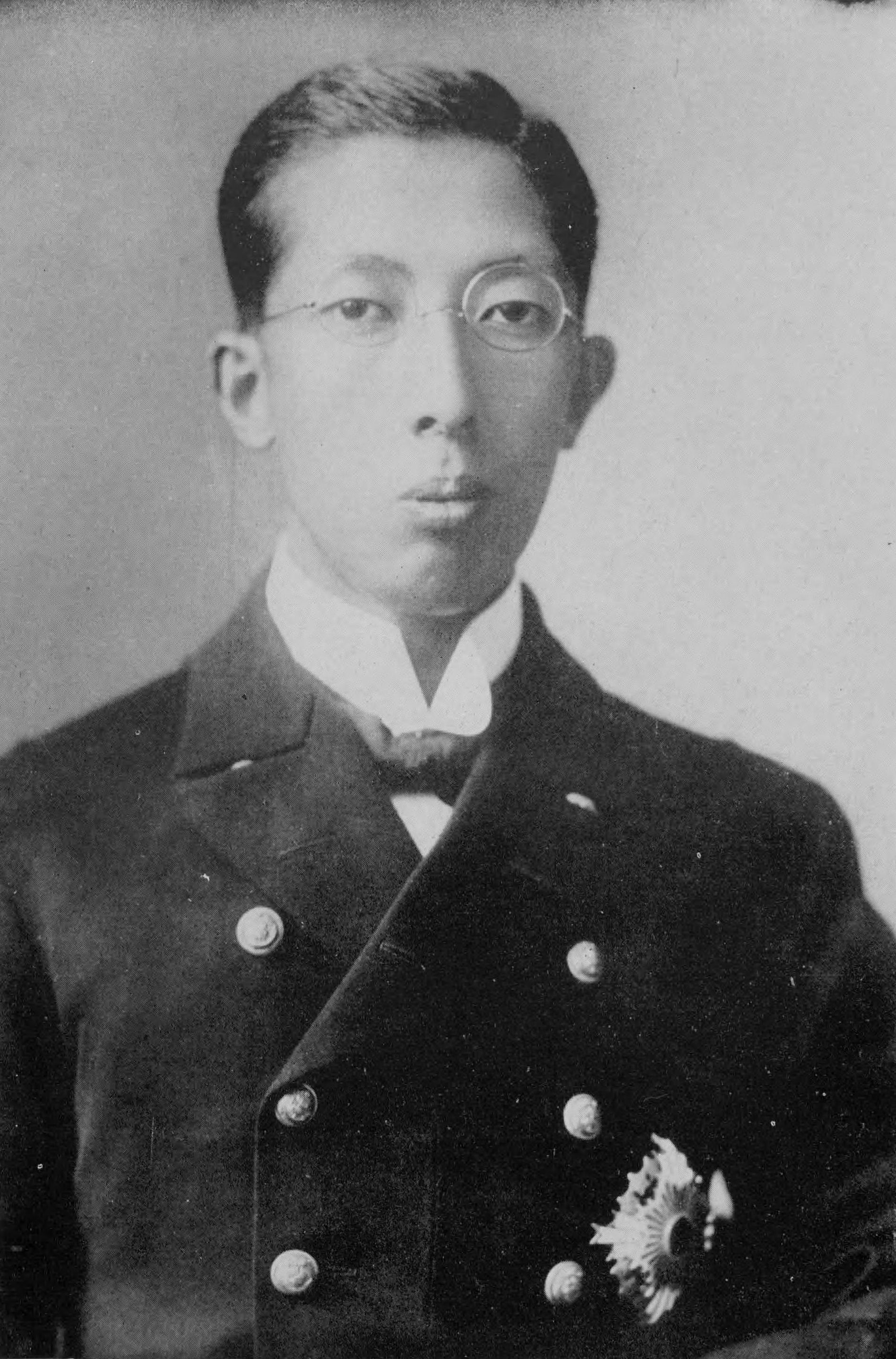
伏見若宮博義王

### 随員
- 博義王 - 伏見宮家族繼承人（若宮）、海軍中尉、艦隊軍官[21]

### 供奉員
- 牧野伸顯[22] - 宮內大臣、伯爵
- 入江為守[22] - 東宮侍從長、子爵
- 珍田捨巳[22] - 東宮大夫、伯爵
- 奈良武次[22] - 東宮武官、男爵

- 宮内大臣牧野伸顯伯爵
- 東宮大夫珍田捨巳伯爵

### 非供奉員
- 山下源太郎[23] - 海軍軍令部長、海軍大將、男爵
- 中野直枝 - 第二艦隊司令官、海軍中将
- 福田雅太郎 - 台灣軍司令官、陸軍大將

- 海軍軍令部長山下源太郎男爵
- 第二艦隊司令官中野直枝中將
- 台灣軍司令官福田雅太郎大將

### 御召艦

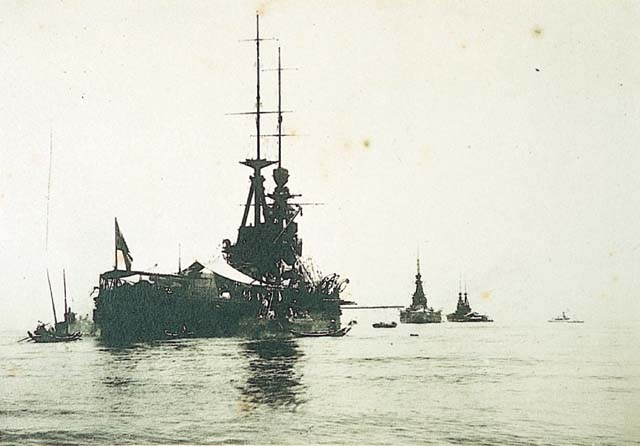
高雄港外停泊的「金剛」號戰艦

御召艦由以下構成，是當時日本海軍第二艦隊第4戰隊的編制。
御召艦：「金剛」
艦長：関干城大佐
先導艦：「霧島」
艦長：安東昌喬大佐
為第二艦隊司令官：中野直枝中將的旗艦
供奉艦（預備御召艦）：「比叡」
艦長：横地錠二大佐
此外，還有木曾（當時的預備艦）作為迎賓艦部署在台灣。
奉迎艦：「木曾」
艦長：森電三大佐。

## 台灣的主要人物
下列為在台灣迎接裕仁皇太子的主要人物：

### 台灣總督府
- 田健治郎 - 第8任台灣總督、男爵
- 賀來佐賀太郎 - 總務長官
- 新元鹿之助 - 鐵道部長
- 竹內友治郎 - 警務局長
- 喜多孝治 - 殖產局長
- 相賀照郷 - 土木局長

- 台灣總督田健治郎男爵
- 賀來佐賀太郎總務長官
- 竹內友治郎警務局長
- 喜多孝治殖產局長

### 首長
- 高田富藏 - 台北州知事
- 梅谷光貞 - 新竹州知事
- 常吉德壽 - 台中州知事
- 松井榮尭 - 台南州知事
- 冨島元治 - 高雄州知事

- 新竹州知事梅谷光貞
- 台南州知事松井榮尭

## 日程
以下日期、[宿泊地]、主要訪問地順序
1923年

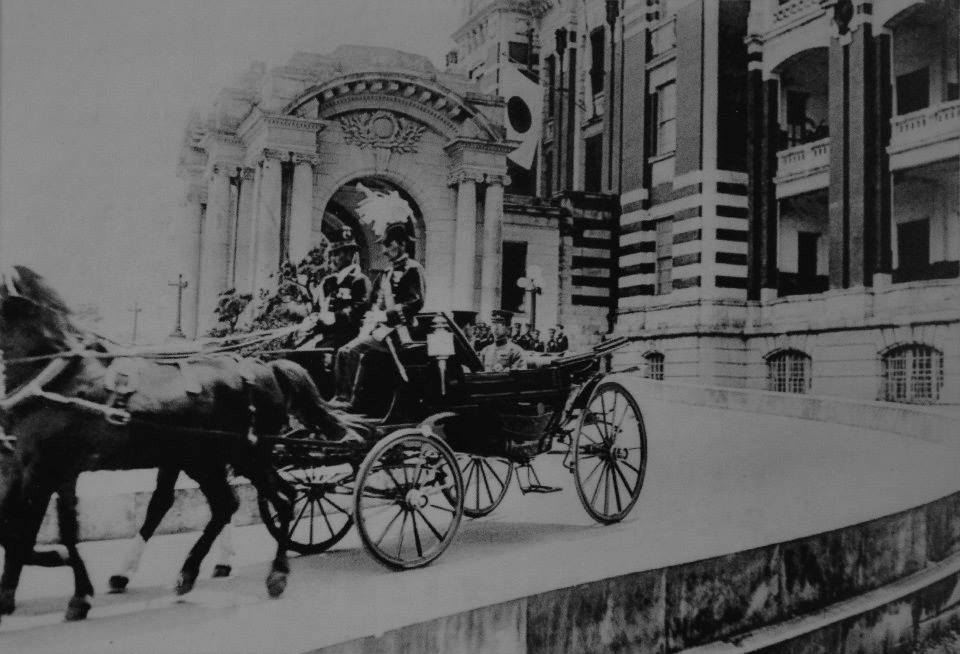
臺灣總督府前面的攝政皇太子

- 4月12日　[艦中泊]　橫須賀軍港出港；先導艦「霧島」、御召艦「金剛」、供奉艦「比叡」、奉迎艦「木曾」
- 4月16日　[台北]　抵達台灣東北角的三貂角[註 4]
- 4月17日　[台北]　台灣神社、總督府、台灣生產品展覽會
- 4月18日　[台北]　臺灣總督府中央研究所、台北師範學校、太平公學校、台湾軍司令部、總督府醫學専門學校
- 4月19日　[台中]　新竹州廳、台中州廳、台中第一小學校、台中第一中學校
- 4月20日　[台南]　台南州廳、南門小學校、台南師範學校、台南第一公學校、臺南第一中學校、台南孔廟
- 4月21日　[高雄]　臺灣製鹽株式會社鹽田、養殖試驗場、台灣步兵第二聯隊、高雄州廳、高雄第一小學校、壽山館
- 4月22日　[高雄]　於屏東站遠望鳳山海軍無線電信所、台灣製糖會社工廠
- 4月23日　[艦中泊]（金剛） 澎湖・馬公海軍要港部
- 4月24日　[台北]　基隆重砲大隊、博物館[註 5]、圓山運動場
- 4月25日　[台北]　草山、北投温泉
- 4月26日　[台北]　台灣步兵第一聯隊（現為中正紀念堂）、台灣總督府專賣局、台北第一高等女學校、台北第三高等女學校、圓山運動場
- 4月27日　[艦中泊]
- 5月1日　返抵橫須賀軍港

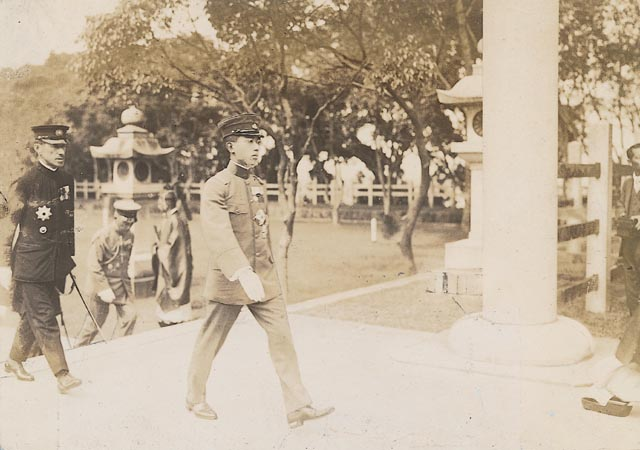
4月16日，皇太子裕仁拜訪臺灣神社
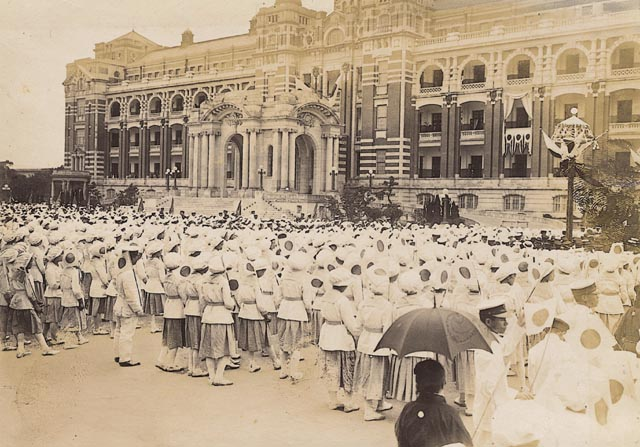
皇太子裕仁訪問臺灣時聚集於臺灣總督府前的小學生與群眾
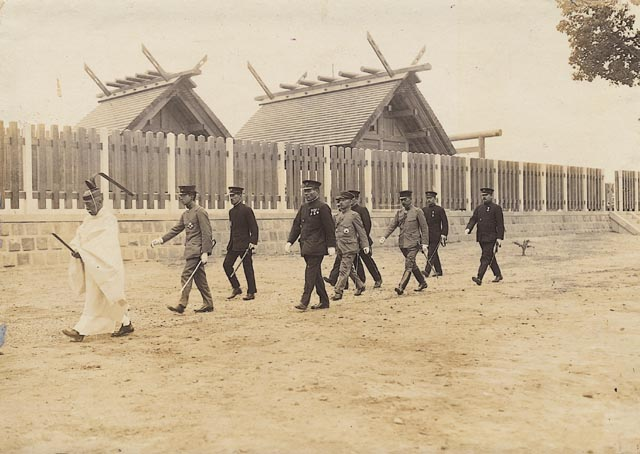
4月20日，皇太子裕仁於臺南神社
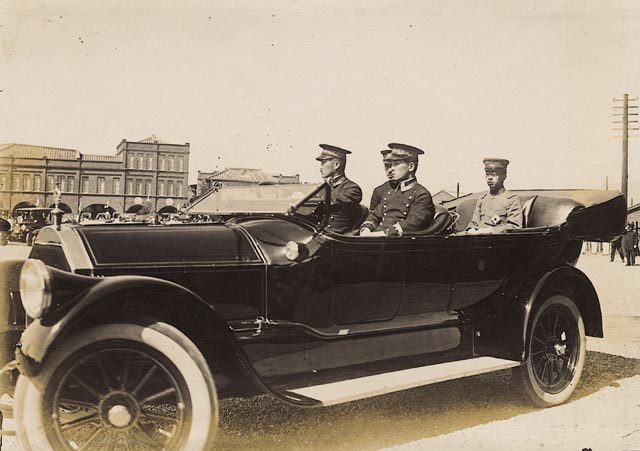
皇太子裕仁巡訪臺南
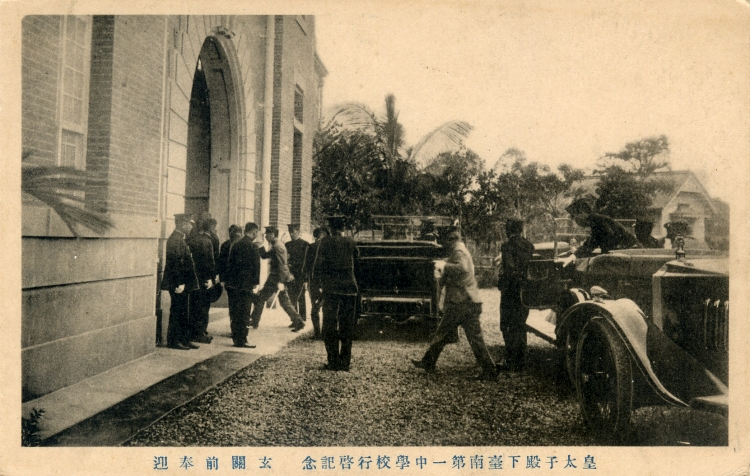
皇太子裕仁抵達臺南第一中學校
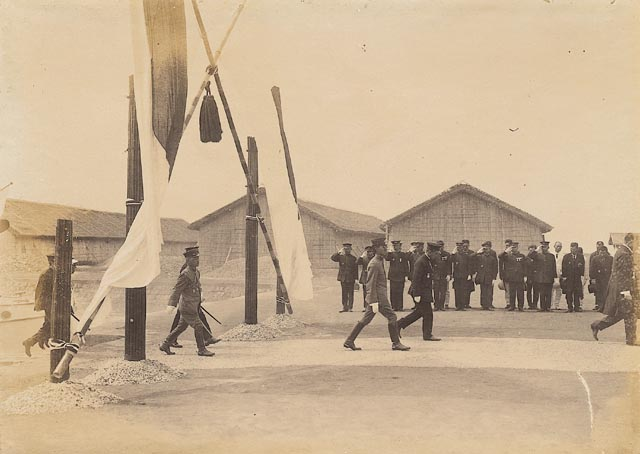
台南北門鹽田
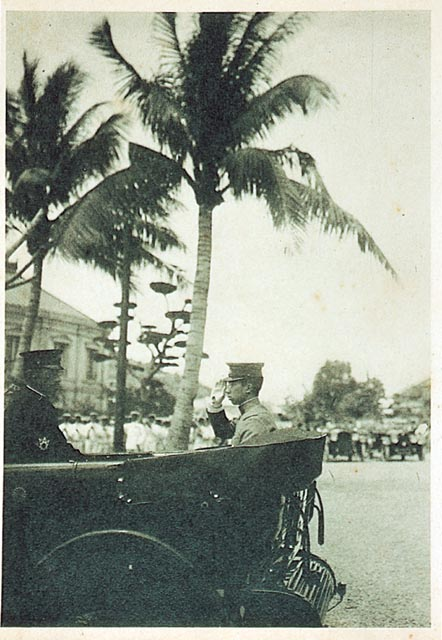
4月21日，訪問高雄
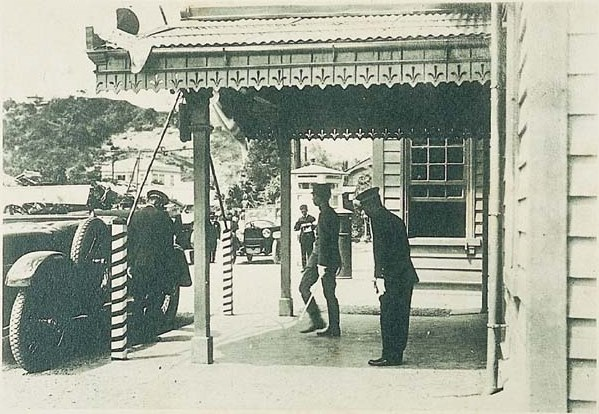
走出高雄站（現高雄港站）
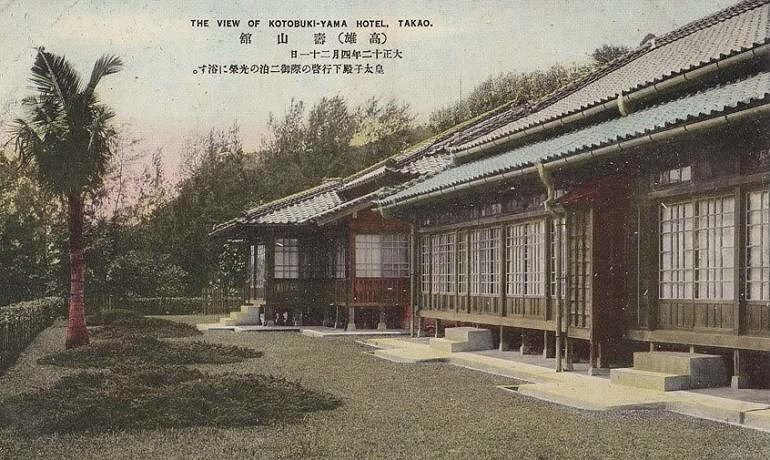
壽山館

## 紀念郵票

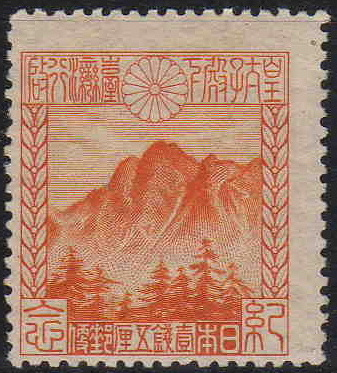
台湾行啓記念切手（1銭5厘）

台灣總督府發行了兩種1錢5厘與3錢的記念郵票2種。
由於郵票的發行權限屬於逓信省（現為日本郵政），形式上雖然是能在日本國內全境使用郵票，但僅在東京中央郵便局及台灣總督府轄下的郵便局出售。郵票上描繪了台灣第一高峰，也是當時日本第一高山的新高山（現名為玉山）。

## 關聯紀念物
- 臺中行啟記念館
- 斗六行啟記念館
- 金瓜石太子賓館
- 宮之台（高雄壽山）
- 壽山館
- 皇太子御登山紀念碑（高雄壽山）
- 皇太子殿下御渡涉紀念碑（台北北投）
- 面天山皇太子殿下行啟紀念碑（台北北投）[27]
- 行啟並御成婚記念造林地（台北草山）
- 東宮駐駕紀念碑（台北草山御賓館）
- 台灣步兵第二聯隊裕仁親王手植榕樹（台南成功大學光復校區榕園國泰大榕）
- 瑞竹（台湾製糖株式会社屏東製糖所）
- 國立臺灣博物館（前身為台灣總督府博物館，典藏行啟紀念物之藏品[28]如下）
  - 東宮殿下行啓紀念物鏟子[29]：裕仁皇太子於1923年4月17日上午9點在臺北御泊所（臺北賓館），舉行『御手植』（植樹）儀式所使用之鏟子[7]。
  - 東宮殿下行啓紀念物用撞球桿[30]：裕仁皇太子於臺北御泊所（臺北賓館）時，使用之撞球桿[7]。
  - 東宮殿下行啓紀念物鑲銀牙骨筷[31]：裕仁皇太子用餐使用之一對鑲銀象牙筷組及筷架[7]。
  - 東宮殿下行啓紀念物銀碟[32]：裕仁皇太子用餐使用之銀製碟器組五件（分食碟二件、進食碟二件、調味料小碟一件）[7]。
  - 東宮殿下行啓紀念物銀匙[33]：裕仁皇太子用餐使用之二枝牙骨柄銀匙[7]。
  - 東宮殿下行啓紀念物銀蓋碗[34]：裕仁皇太子用餐使用之銀製蓋碗三只[7]。
  - 東宮殿下行啓紀念物銀雙耳碗[35]：裕仁皇太子用餐使用之銀製雙耳碗三只[7]。
  - 東宮殿下行啓紀念物羅盤[36]：裕仁皇太子於臺北御泊所（臺北賓館）時，每天早上用於指引方位，以便遙拜天皇兩陛下（大正天皇及皇后）[7]。
  - 東宮殿下行啓紀念物行車徽號[37]：裕仁皇太子行啟時乘坐之專用火車配件，即懸掛於車廂外的皇室菊花紋車徽[7]。

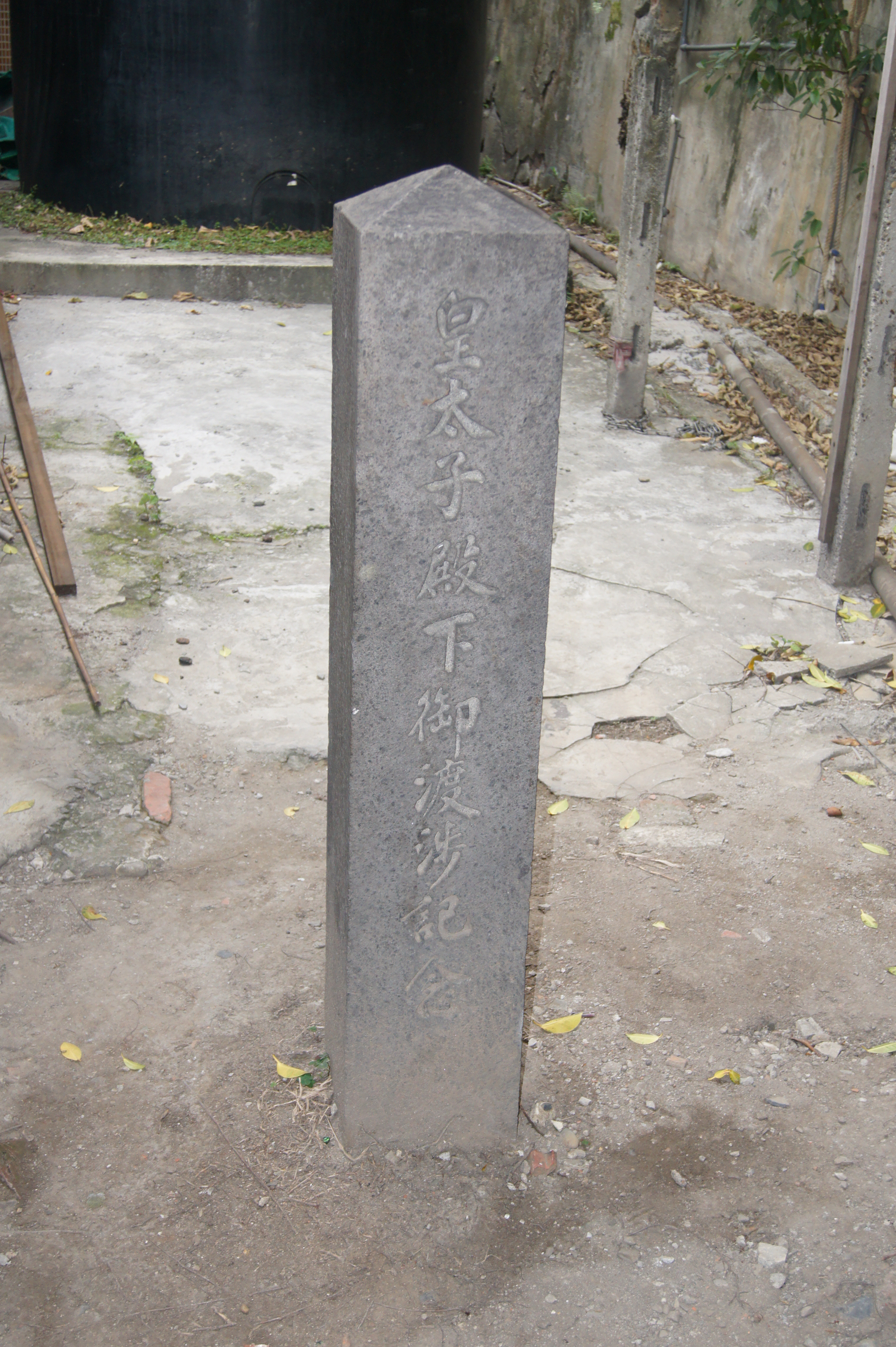
北投 皇太子殿下御渡涉紀念碑
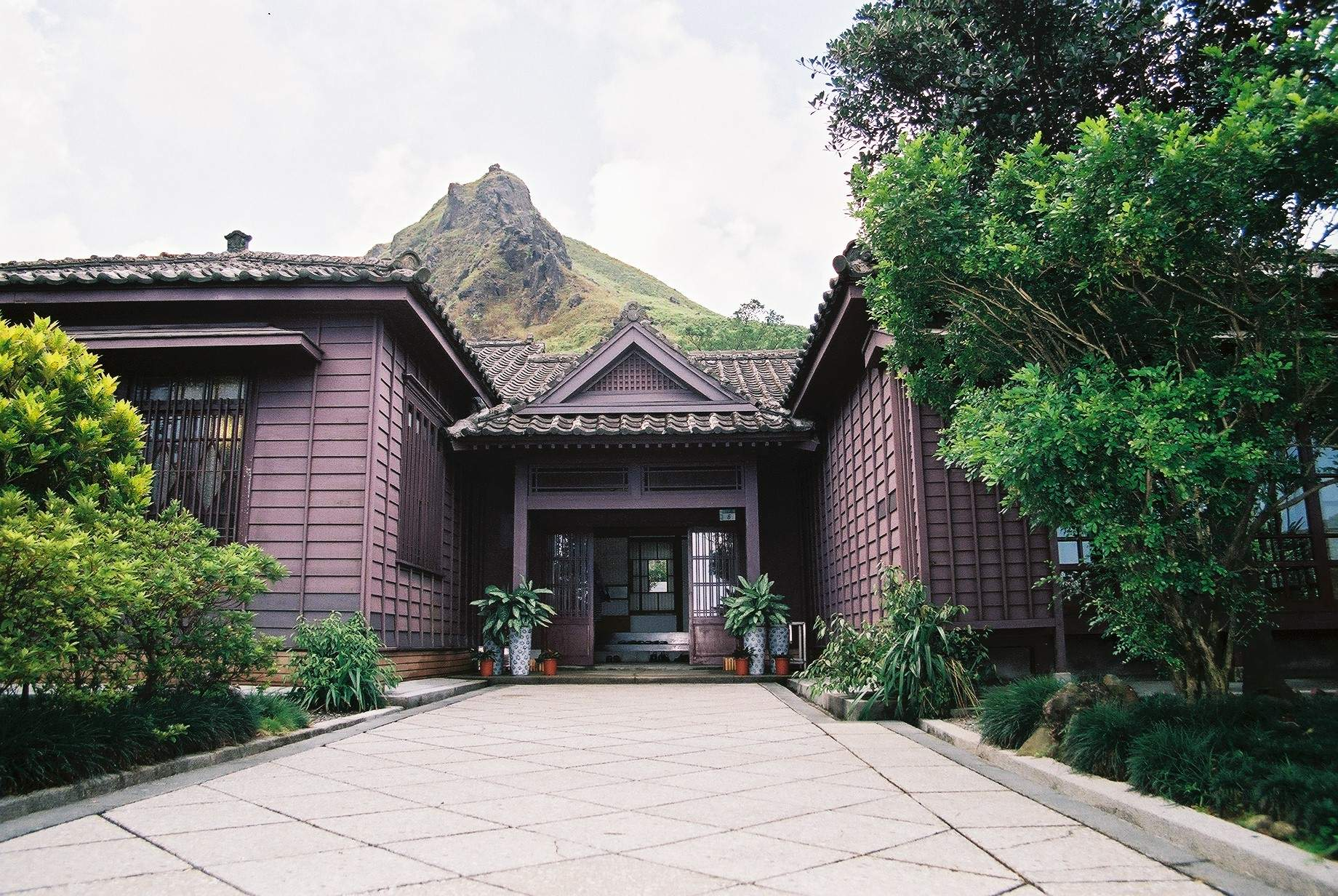
金瓜石太子賓館
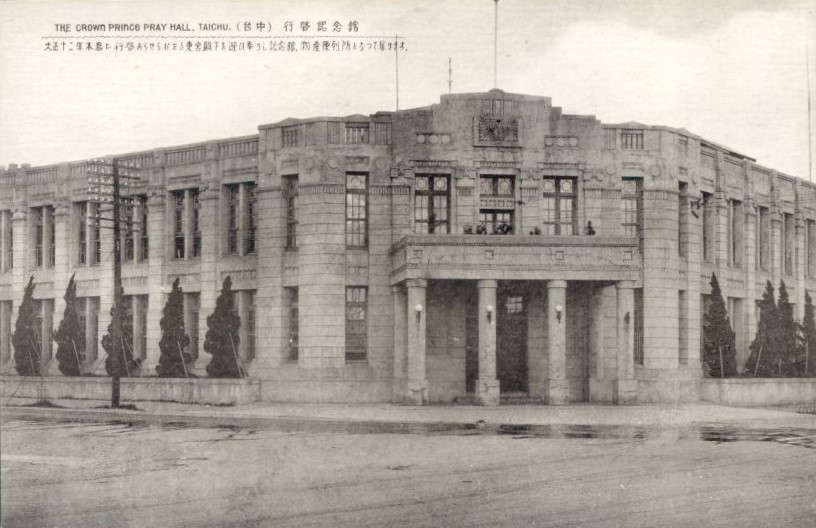
台中行啟紀念館
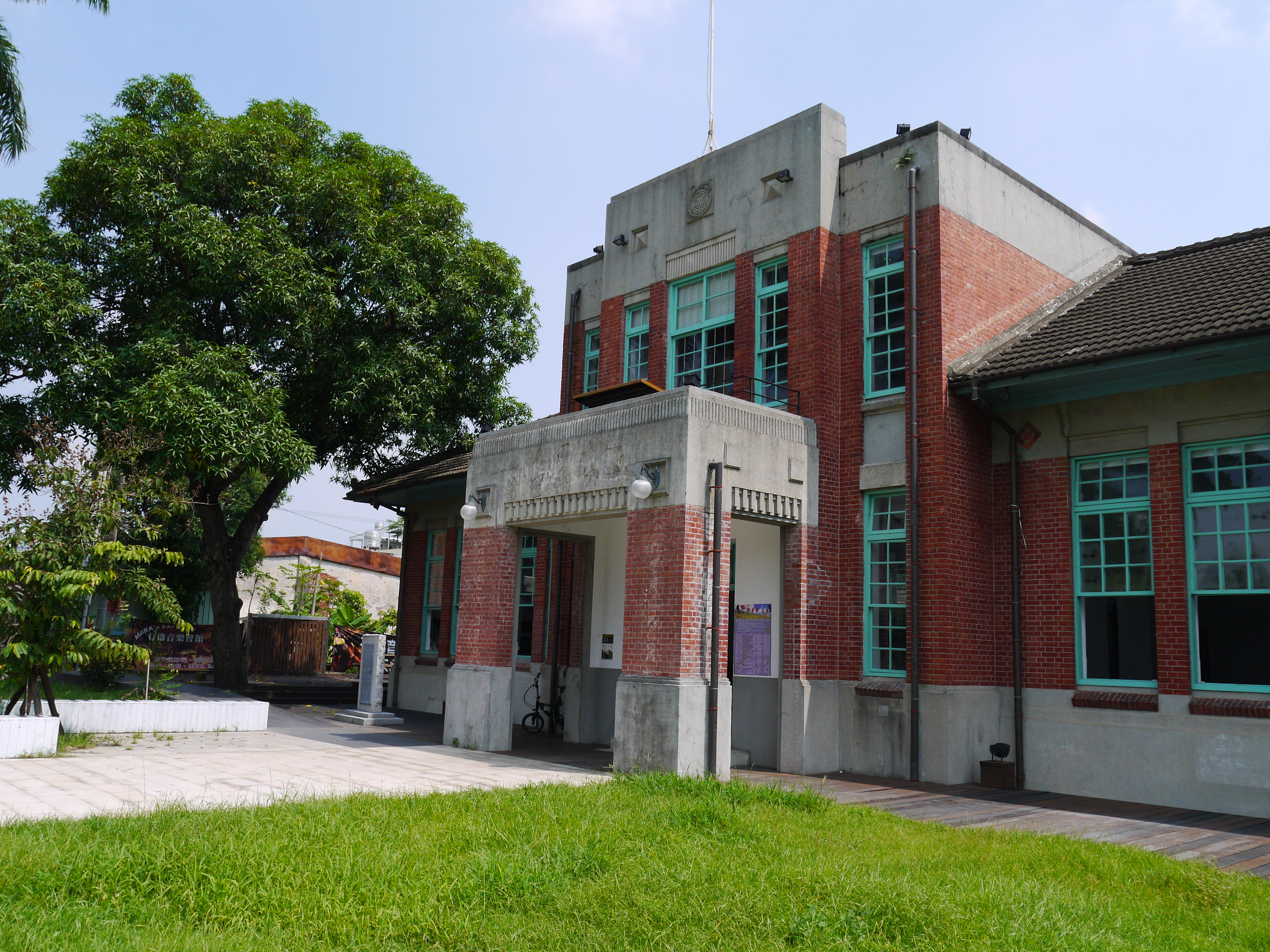
斗六行啟紀念館
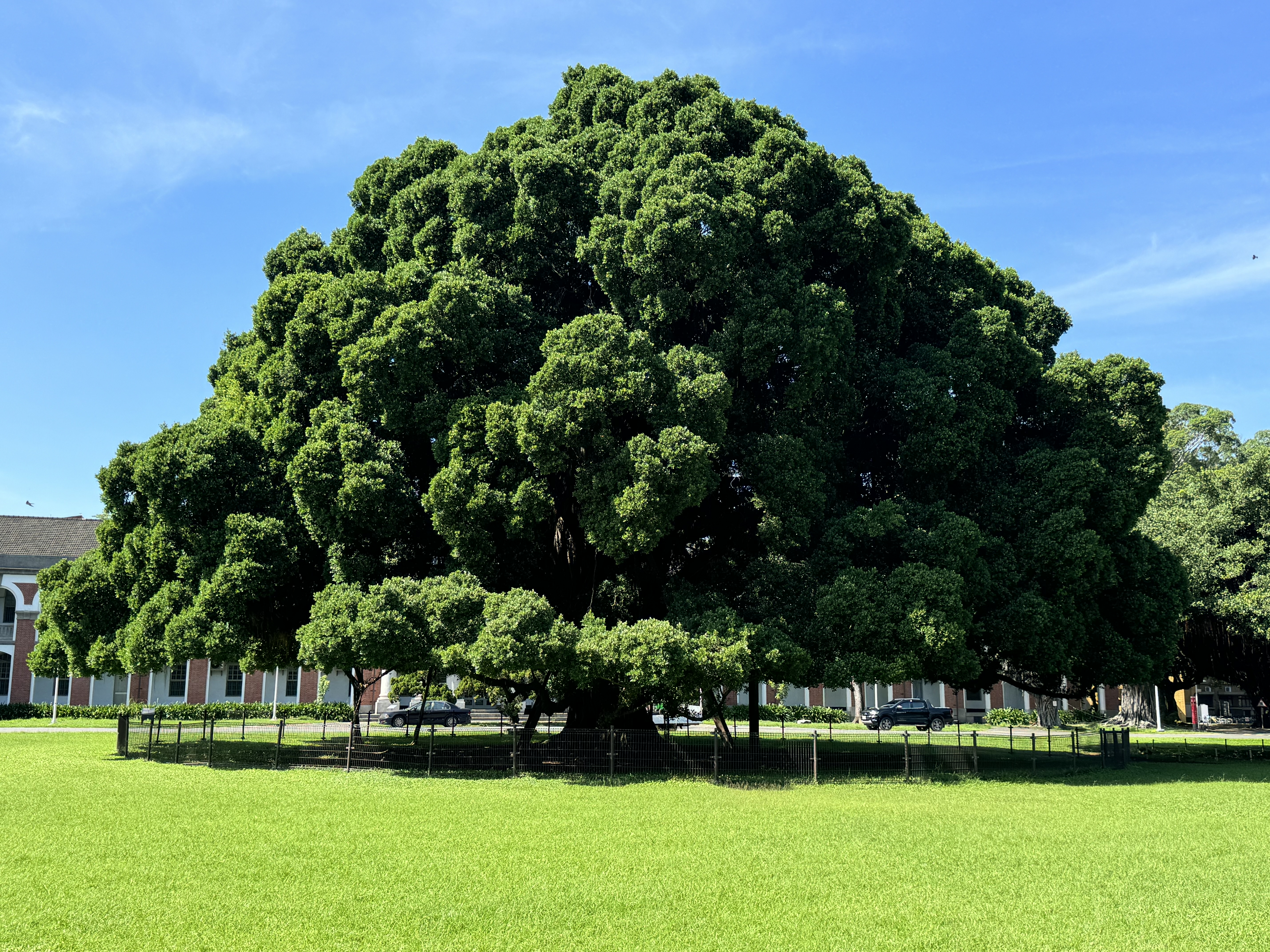
國泰大榕
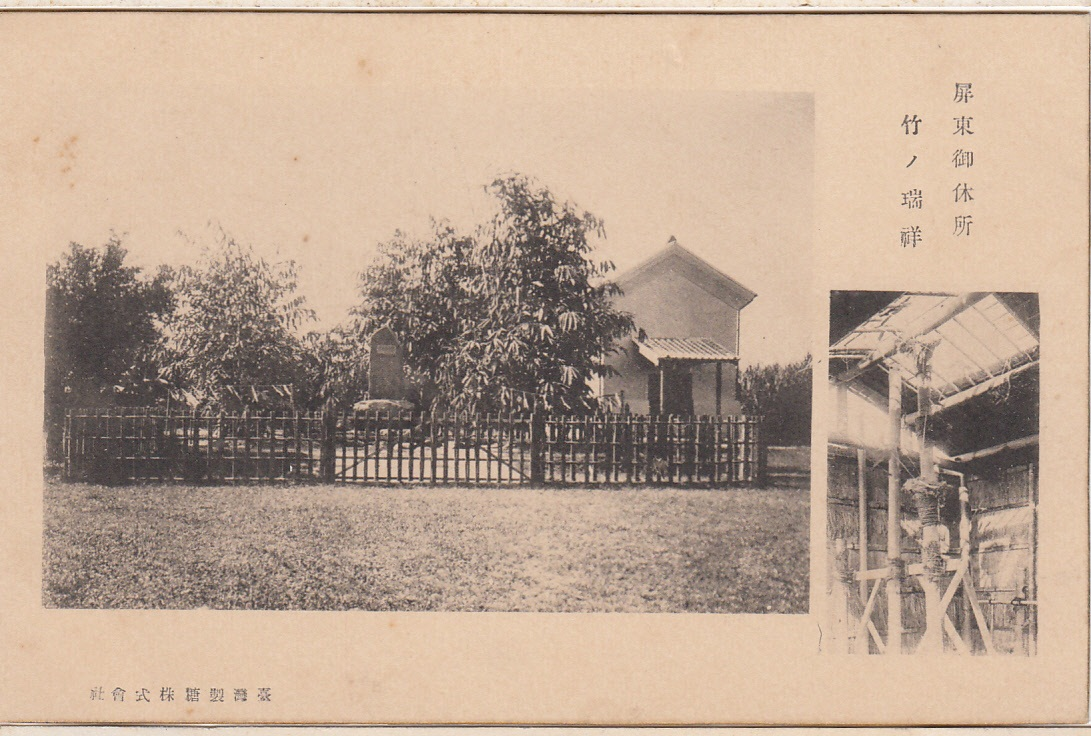
瑞竹

## 腳註
1. ↑  當時的台中州知事官邸，建成於1900年左右，其後曾數度修整，此行之前部分官舍空間曾供臺中俱樂部、臺中州立圖書館暫駐，1972年原建築拆除，改建成臺中市議會，現址為臺中市政府交通局（民權路101號）。
2. ↑  御泊所是住宿處，御休所是休息處。
3. ↑  別名太子樓，1992年原建築失火焚毀，現址為救國團復興青年活動中心，僅存的原建築側屋整建為薰風閣。
4. ↑  三貂角亦包括1895年日軍登陸台灣時的地點澳底。
5. ↑  當時的臺灣總督府博物館，現為國立臺灣博物館。

## 關聯項目
- 皇太子裕仁親王歐洲訪問
- 嘉慶君遊台灣（民間故事）